# Pseudamycus
Pseudamycus Simon, 1885 è un genere di ragni appartenente alla famiglia Salticidae.

## Etimologia
Il nome deriva dal prefisso greco ψεῦδο-, psèudo-, dal significato di falso, ambiguo e dal genere Amycus, con cui può essere confuso per varie somiglianze.

## Caratteristiche
Questi ragni salticidi sono di colori chiari e, a volte, iridescenti. Il cefalotorace è piuttosto elevato, con i fianchi dell'opistosoma ben netti. La pars cephalica è di color arancio-marrone con gli occhi sporgenti. La pars thoracica è di colore grigio-arancione e l'addome è grigio-marrone con striature e macchie chiare.
Il primo paio di zampe è di colore marrone scuro con i tarsi gialli. Le altre tre paia sono giallo-rossicce e provviste di cospicui peli.

## Habitat
Vivono su arbusti e piante basse, soprattutto latifoglie come lo zenzero.

## Distribuzione
Le 10 specie oggi note di questo genere sono diffuse dall'India alla Nuova Guinea.

## Tassonomia
A dicembre 2010, si compone di 10 specie:
- Pseudamycus albomaculatus (Hasselt, 1882)[3] — dalla Malesia a Giava
- Pseudamycus amabilis Peckham & Peckham, 1907 — Borneo
- Pseudamycus bhutani Zabka, 1990 — Bhutan
- Pseudamycus canescens Simon, 1899 — Sumatra
- Pseudamycus evarchanus Strand, 1915 — Nuova Britannia
- Pseudamycus flavopubescens Simon, 1899 — Sumatra
- Pseudamycus hasselti Zabka, 1985 — Vietnam
- Pseudamycus himalaya (Tikader, 1967) — India
- Pseudamycus sylvestris Peckham & Peckham, 1907 — Borneo
- Pseudamycus validus (Thorell, 1877) — Celebes